# Metalik czerwonogardły
Metalik czerwonogardły (Metallura eupogon) – gatunek małego ptaka z rodziny kolibrowatych (Trochilidae). Występuje w Andach w zachodniej części Ameryki Południowej, jest endemitem Peru. W Czerwonej księdze gatunków zagrożonych IUCN klasyfikowany jest jako gatunek najmniejszej troski (LC, ang. Least Concern).

## Systematyka
Gatunek ten po raz pierwszy zgodnie z zasadami nazewnictwa binominalnego opisał niemiecki przyrodnik Jean Cabanis w 1874 roku na łamach „Journal für Ornithologie”. Autor nadał gatunkowi nazwę Urolampra eupogon, a jako miejsce typowe podał górę Marayniyuq w regionie Junín w Peru. W tym samym roku polski zoolog Władysław Taczanowski opisał ten sam gatunek w „Proceedings of the Zoological Society of London” w pracy Description des Oiseaux nouveaux du Pérou Central, nadając mu nazwę Metallura hedvigae. Obaj autorzy sporządzili swe opisy w oparciu o okazy ptaków dostarczone przez polskiego zoologa i podróżnika, Konstantego Jelskiego. Późniejsze badania dowiodły, że opis Cabanisa był o kilka tygodni wcześniejszy.
Uważa się, że metalik czerwonogardły jest blisko spokrewniony z metalikiem zielonawym (M. williami), metalikiem purpurowogardłym (M. odomae), metalikiem miedzianym (M. theresiae), metalikiem fioletowogardłym (M. baroni) i metalikiem łuskowanym (M. aeneocauda), a dawniej uważano, że jego podgatunkami były obecnie uznawane za odrębne gatunki metalik fioletowogardły i metalik purpurowogardły.
Nie wyróżnia się podgatunków.

### Etymologia
- Metallura: gr. μεταλλον metallon „metal”; ουρα oura „ogon”[13].
- eupogon: gr. ευ eu „piękny”, gr. πωγων pōgōn „broda”[14].

## Morfologia
Mały koliber o średniej długości czarnym, prostym dziobie. Nogi i stopy czarne lub ciemnoszare. Tęczówki ciemnobrązowe lub czarniawe. Występuje niewielki dymorfizm płciowy. Samiec jest dosyć jednolicie żółtawooliwkowozielony z brązowymi refleksami i z pomarańczowym śliniakiem. Ogon opalizujący, niebieski z zielonym odcieniem na górnej stronie i błyszczący żółto-zielony na spodniej. Za okiem niewielka biała plamka. Samica ma na gardle niekompletny śliniak. Zewnętrzne sterówki mają jasne końcówki. Młode osobniki są podobne do samic. Długość ciała około 11 cm, masa ciała 5 g.

## Zasięg występowania
Zasięg występowania (EOO, Extent of Occurrence) według szacunków organizacji BirdLife International obejmuje około 46,3 tys. km². Metalik czerwonogardły występuje tylko w Peru na stanowiskach w niewielkim obszarze wschodnich stoków Andów na południe od doliny rzeki Huallaga w regionie Huánuco do doliny rzeki Apurímac. Gatunek ten występuje w zakresie wysokości od 2900 do 4000 m n.p.m., jednak najbardziej rozpowszechniony jest powyżej 3500 m n.p.m.

## Ekologia i zachowanie
Jego głównym habitatem są otwarte polany z krzewami z rodzin Ericaceae i Melastomataceae w wilgotnych lasach karłowatych oraz na przyległych obszarach stepów andyjskich z formacjami traw paramo. Dieta tego gatunku nie jest szczegółowo opisana, ale przypuszcza się, że nie odbiega od innych gatunków Metallura. W nocy ptak ten przechodzi w stan odrętwienia.

### Rozmnażanie
W zasadzie prawie nic nie wiadomo o rozmnażaniu i gniazdowaniu tego gatunku. W lęgu dwa białe jaja, wysiadywane przez samicę.

## Status
W Czerwonej księdze gatunków zagrożonych IUCN metalik czerwonogardły jest klasyfikowany jako gatunek najmniejszej troski (LC, ang. Least Concern). Liczebność populacji nie jest oszacowana, ale gatunek ten opisywany jest jako dosyć pospolity. Trend liczebności populacji uznawany jest za spadkowy z powodu zmniejszania się jego habitatu wskutek wypalania przez ludzi jego naturalnych siedlisk z przeznaczeniem na wypas bydła.